# 43 Things
43 Things — социальная сеть, основанная 1 января 2005 года компанией The Robot Co-op как онлайн-сообщество для постановки целей. 43 Things был построен на принципах тегирования, а не создания явных межличностных ссылок (как в Friendster и Orkut). Пользователи создавали учётные записи, а затем перечисляли ряд целей или надежд; после лексического анализа этих целей пользователь оказывался связан с людьми чьи цели были построены с использованием похожих слов или идей. Эта концепция также известна как фолксономия. Пользователи могли установить до 43 целей, и им было предложено изучить списки других пользователей и «подбодрить» их в достижении своих целей. В 2005 году компания 43 Things получила награду Webby Award за лучшую социальную сеть.
Сайт 43 Things перестал работать в 2015 году.

## История

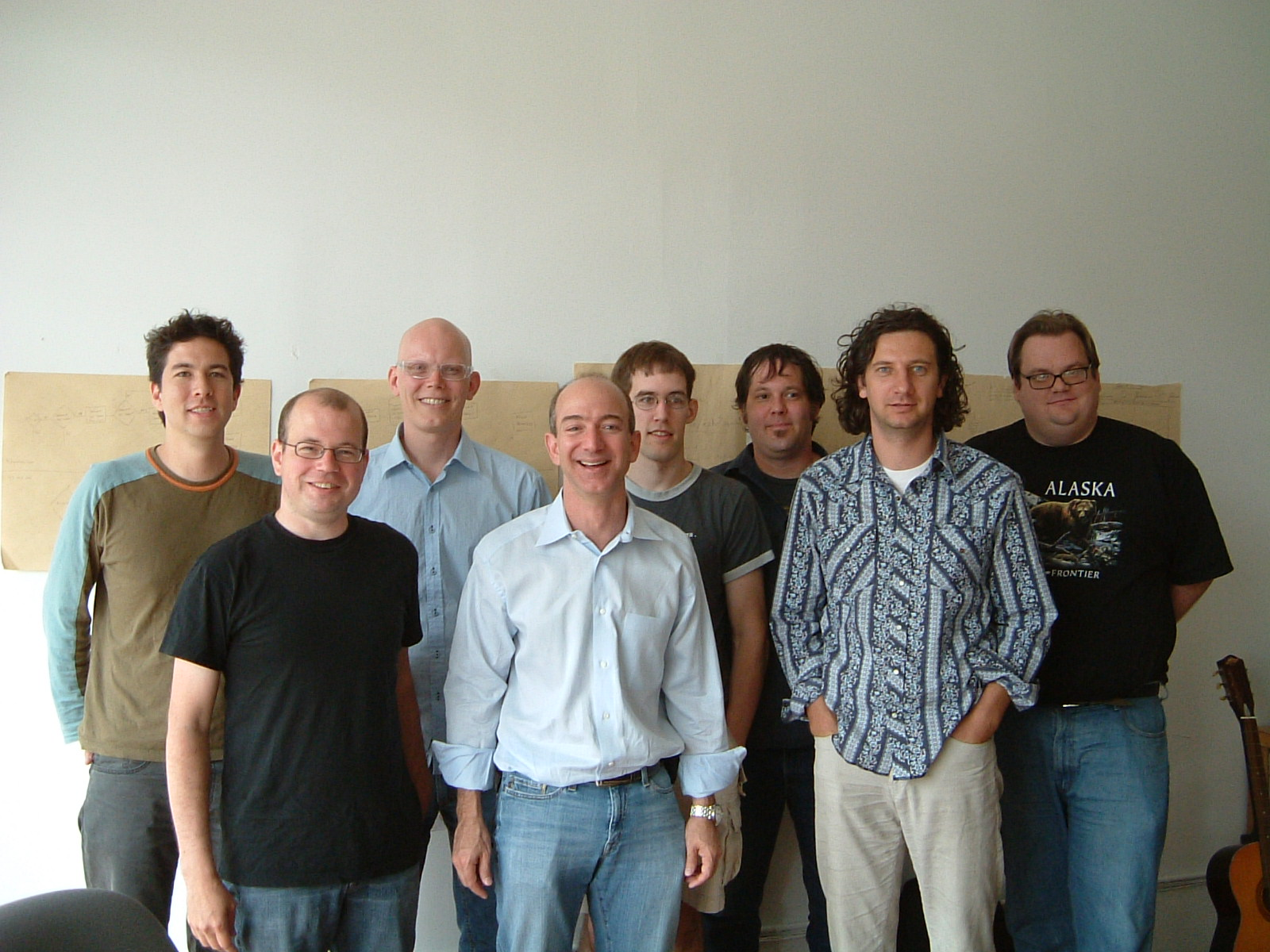
Джефф Безос в офисе Robot Co-op в 2005 году.

Социальная сеть 43 Things была основана небольшой компанией The Robot Co-op, базирующейся в Сиэтле. Её основали блогер и разработчик Бастэр Бэнсон (урожденный Эрик Бенсон), музыкант из Сиэтла Дэниель Спилс и бывший исполнительный директор компаний Amazon и Microsoft Джош Питерсон. В 2005 году сайт завоевал награду Webby Awards как лучшая социальная сеть.
С 15 августа 2014 года сайт 43things.com стал доступен только для чтения, а 1 января 2015 года закрылся.
Незадолго перед закрытием у сайта по собственным данным насчитывалось более 3 миллионов пользователей.

## Особенность
В отличие от остальных социальных сетей в 43 Things можно было указать свои увлечения, цели, хобби, и сайт автоматически находил и предлагал пользователям людей с совпадающими интересами. Благодаря этому можно было с найти себе друзей-единомышленников, создать музыкальную группу, начать взаимное изучение иностранных языков с другими людьми, найти компанию для похода в кино, побеседовать о прочитанной книге, и другое.
Идея разработки состояла в том, чтобы объединить людей, чтобы поощрять друг друга для достижения своих целей. 

## Возможности
В проекте 43 Things реализована система достижения целей. Платформа даёт возможность создавать список собственных задач и делиться ими в социальных сетях с другими пользователями. Участники проекта могли комментировать планы друг друга и присоединяться к ним, что дало возможность получить необходимую поддержку, которая поможет справиться с трудностями и задачами. Идея состоит в том, чтобы объединить людей, поощрять друг друга для достижения своих целей. 
После того, как у пользователя появляется отметка «завершено», относительно указанной цели, ему становится доступна возможность давать полезные советы другим единомышленникам.
Самыми популярными целями на 2012 год здесь стали: 
1. Похудеть;
2. Записывать в дневник удивительные моменты;
3. Читать как минимум одну книгу каждый месяц;
4. Есть, пить, изучать, пробовать что-то новое;
5. Высыпаться;
6. Достичь спортивных результатов;
7. Выделять время на чтение;
8. Держать под контролем финансы;
9. Работать над своим персональным стилем;
10. Научиться петь.

У многих людей эти цели совпадали.

## Рекомендации
Разработчики сайта рекомендовали пользователям использовать стратегию целей SMART (конкретные, измеримые, достижимые, относительные и ограниченные по времени) для составления собственных списков. Эта стратегия стала популярной благодаря консультанту по менеджменту Питеру Друкеру, чтобы убедиться, что поставленные цели четко определены и достижимы. 
Еще одной рекомендацией от создателей проекта было дробление сложных целей на несколько более мелких подцелей, с последующим более простым их достижением (шаг за шагом).

## Критика
Аналитик Майкл Хабиб выявил у 43 Things два недостатка: (1) у неё не было центральной области, содержащей документацию о веб-сайте, и (2) она в значительной степени зависела от RSS, незнакомой значительной части пользователей. Несмотря на это, социальная сеть 43 Things получила солидные отзывы о отзывчивости и интеграции предложений пользователей.